# Reinsdorf (Schaumburg)
Reinsdorf ist ein Ortsteil der Gemeinde Apelern in der Samtgemeinde Rodenberg im Landkreis Schaumburg im Bundesland Niedersachsen.

## Geografie
Reinsdorf liegt am östlichen Rand der Bückeberge im Deister-Süntel-Tal. In der Naturräumlichen Gliederung Deutschlands ist es namensgebend für die Unter-Region „Reinsdorfer Hügelland“ (Region 378.04) des Calenberger Berglandes (Region 378). Durch Reinsdorf fließt der Salzbach, der weiter östlich in die Rodenberger Aue mündet. Westlich von Reinsdorf liegt der Große Karl, mit einer Höhe von 301 m ü. NN.
Reinsdorf ist in zwei Ortslagen geteilt, das Dorf im Norden am Salzbach und die Kuhweide im Süden.

## Geschichte
Reinsdorf wurde erstmals im Jahr 1162 urkundlich erwähnt.
Am 1. März 1974 wurde Reinsdorf in die Gemeinde Apelern eingegliedert. Reinsdorf hat keinen Ortsrat.
Mit gut 450 Einwohner ist Reinsdorf der nach dem Kernort zweitgrößte Ortsteil der Gemeinde Apelern.
Das ehemalige Schulhaus im Dorf wurde bis 2011 von der Freiwilligen Feuerwehr genutzt und danach zum Kulturprojekt. Das Schützenhaus der Schützenkameradschaft Reinsdorf im Ortsteil Weide wurde im Jahr 2018 der Gemeinde zur Nutzung als Dorfgemeinschaftshaus übergeben.

## Sehenswürdigkeiten
In Reinsdorf gibt es 13 denkmalgeschützte Gebäude und Hofanlagen.
Darunter das Denkmal und ein inzwischen als Imkerei genutztes Forstgehöft am Rand des Bückebergs.

## Persönlichkeiten
- Heinrich Faust, Maler